# 聖胡安波斯科縣
聖胡安波斯科縣（西班牙語：Cantón San Juan Bosco），是厄瓜多爾的縣份，位於該國東南部，由莫羅納-聖地亞哥省負責管轄，面積1,047平方公里，2001年人口3,131，人口密度每平方公里2.99人。